# Першинское сельское поселение (Воронежская область)
Першинское сельское поселение — муниципальное образование в Нижнедевицком районе Воронежской области.
Административный центр — село Першино.

## Административное деление
В состав поселения входит один населенный пункт:
- село Першино